# General der Eisenbahntruppen
Der General der Eisenbahntruppen (Gen.d.Eisb.Tr.) war eine deutsche Kommandobehörde der Wehrmacht während des Zweiten Weltkriegs.

## Geschichte

### Vorgeschichte
Mit der Mobilmachung Ende August 1939 wurde der Befehlshaber der Eisenbahneinheiten (Bedeis) im OKH eingerichtet und wurde dem Chef des Transportwesens unterstellt. Er war damit der einzige Waffengeneral, welcher nicht dem Oberbefehlshaber und dessen Generalstabschef zugeordnet war. Als Aufgabe hatte er die Verantwortung über alle für den Streckenbau, den Betrieb und den Bahnschutz eingesetzten Eisenbahneinheiten.
Ab Mitte Dezember 1940 hieß die Dienststelle Befehlshaber der Eisenbahntruppen. Bis 1941 waren als nachgeordnete Stäbe in den Heeresgruppenbereichen Gruppenkommandeure der Eisenbahntruppen (Grukodeis) und in den Armeebereichen Kommandeure der Eisenbahntruppen (Kodeis) eingerichtet. Ein Kommandeur der Eisenbahntruppen z. b. V. wurde 1940 in Eisenbahn-Pionierstab 18 umbenannt.

### General der Eisenbahntruppen
Am 1. Januar 1944 wurde aus dem Befehlshaber der Eisenbahntruppen der General der Eisenbahntruppen. Die Personalangelegenheiten der Offiziere des Generals der Eisenbahntruppen wurde durch die Inspektion der Eisenbahnpioniere des Heeres (In 10) erledigt. Die Kommandobehörde bestand bis Kriegsende.

## Befehlshaber der Eisenbahneinheiten/Befehlshaber der Eisenbahntruppen/General der Eisenbahntruppen
Das Kommando über die Dienststellen hatte über das Bestehen hinweg Oberst/Generalmajor/Generalleutnant Otto Will inne.